# Pepe Sánchez

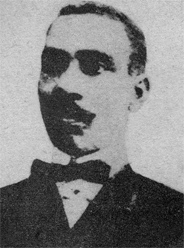
Pepe Sánchez
Schöpfer des kubanischen Bolero, Mentor der frühen Trovadores

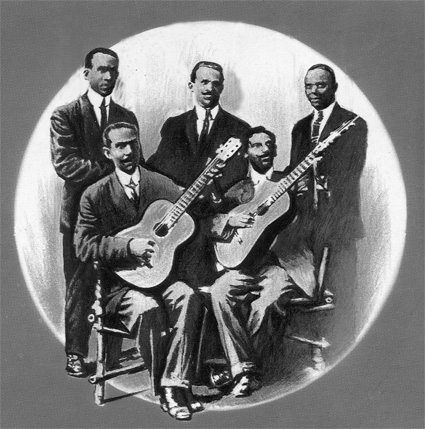
Pepe Sánchez (Gitarre, links) und Emiliano Blez (Tres) mit drei Sängern (stehend)

Pepe Sánchez (* 19. März 1856 in Santiago de Cuba; † 3. Januar 1918), geboren als José Sánchez, war ein kubanischer Musiker, Sänger und Komponist. Er gilt als Vater der Trova und als Schöpfer des kubanischen Bolero.

## Leben
Sánchez war ursprünglich Schneider und später der Mitbesitzer einer Kupfermine sowie Vertreter eines Tuchfabrikanten aus Kingston (Jamaika) in Santiago. Obwohl er Mulatte war, bewegte er sich in der Ober- und Mittelschicht seiner Heimatstadt; seine Tätigkeiten als Geschäftsmann und Musiker führten zu seiner Duldung und Anerkennung.
Er hatte Erfahrung im kubanischen Buffo-Theater, aber keinerlei formale musikalische Ausbildung. Er komponierte Stücke im Kopf, ohne sie aufzuschreiben.

## Werke
Auch wenn etwa zwei Dutzend erhalten blieben, weil Freunde und Schüler sie niederschrieben, gingen die meisten seiner Stücke verloren. Sein erster Bolero, Tristezas, ist immer noch im Repertoire. Sánchez schrieb neben Musikstücken ebenfalls Werbejingles. Für die großen Trovadores, die ihm folgten, war er Lehrer und Vorbild: Sindo Garay, Rosendo Ruiz, Manuel Corona und Alberto Villalón.
Andere seiner Werke sind Pobre artista, Rosa I, II and III, Cuando oí la expressión de tu canto, Cuba, mi patria querida, Caridad, Esperanza, Naturaleza und Himno a Maceo.
Es existiert eine moderne Aufnahme seiner Musik:
- La música de Pepe Sánchez. Siboney LD–315